# Johann Georg Hörterich
Johann Georg Hörterich, auch Herterich (* 29. März 1705 in Leutenhof/Dirlewang; † 1770) war ein deutscher Orgelbauer.

## Leben
Hörterich lernte den Orgelbau bei dem Münchner Joseph Gloner und machte sich 1734 in Dirlewang selbstständig.
Er war einer der führenden Meister seiner Zeit in Schwaben und Oberbayern.
1760 machte er eine Stiftung, die zu Querelen im Ort führte.
Deswegen zog er 1764 nach Mindelheim.

## Werkliste (Auszug)
| Jahr | Ort                            | Gebäude                       | Bild | Manuale | Register | Bemerkungen |
| ---- | ------------------------------ | ----------------------------- | ---- | ------- | -------- | --- |
| 1739 | Gessertshausen-Oberschönenfeld | Abteikirche Mariä Himmelfahrt |      |         |          | 1908 Neubau mit II/13 von Max Koulen → Orgel                                                                     |
| 1757 | Steingaden                     | Wieskirche                    |      | II/P    | 23       | → Orgel 2010 Neubau mit III/42 von Claudius Winterhalter                                                         |
| 1758 | Eresing                        | St. Ulrich                    |      | I/P     | 14       | Prospekt des Rückpositivs erhalten 1883 Umbau von Johann Georg Beer 1970 neues Werk von Gerhard Schmid mit II/16 |
| 1763 | Ettal                          | Kloster Ettal                 |      | II/P    | 27       | 1969 Umbau durch Alfons Zeilhuber → Orgel                                                                        |
| 1765 | Polling                        | Kloster Polling               |      | II/P    | 34       | 2004 neues Werk mit III/42 von Orgelbau Pirchner                                                                 |
| 1767 | Mindelheim                     | St. Stephan                   |      | II/P    | 30       | |